# Casa Hortó
La Casa Hortó és una antiga masia del terme municipal d'Abella de la Conca, situada a la vall de Carreu, poble al qual pertanyia.
És la masia més occidental de tota la vall, a prop del límit amb Conca de Dalt (antic municipi d'Hortoneda de la Conca). Es troba al capdamunt, extrem nord-est, del Serrat de la Cabanera i sota –migdia– del Serrat del Pla del Tro.
S'hi pot accedir des de Carreu pel Camí del Pla del Tro, que passa a llevant de la casa. La Casa de Pla del Tro, que és la més propera de Casa Hortó, és 700 metres al nord-est de Casa Hortó.

## Etimologia
Segons Joan Coromines, Hortoneda és un derivat del nom comú preromà Artone, nom d'una planta, que donaria un Artó transformat en Hortó per la semblança amb el nom comú procedent del llatí hort.